# Харбъро (община)
Община Харбъро (на английски: Harborough District) е една от осемте административни единици в област (графство) Лестършър, регион Ийст Мидландс. Населението на общината към 2008 година е 82 800 жители разпределени в множество селища на територия от 591.8 квадратни километра. Главен град на общината е Маркет Харбъро.

## География
Община Харбъро е разположена в южната и югоизточна части на графството, по границата с областите Уорикшър, Нортхамптъншър и Рътланд.
По-големи населени места на територията на общината:
| град           | на английски      | население |
| -------------- | ----------------- | --------- |
| Маркет Харбъро | Market Harborough | 20 127    |
| Лътъруърт      | Lutterworth       | 8752      |
| Броутън Астли  | Broughton Astley  | 8290      |

## Демография
Разпределение на населението по религиозна принадлежност към 2001 година:
| религия          | на английски        | брой жители | %      |
| ---------------- | ------------------- | ----------- | ------ |
| Християни        | Christian           | 59 700      | 77,98% |
| Будисти          | Buddhist            | 107         | 0,14%  |
| Хиндуисти        | Hindu               | 358         | 0,47%  |
| Евреи            | Jewish              | 103         | 0,13%  |
| Мюсюлмани        | Muslim              | 177         | 0,23%  |
| Сикхи            | Sikh                | 232         | 0,30%  |
| Други            | Other               | 109         | 0,14%  |
| Атеисти          | No religion         | 10 747      | 14,04% |
| Запазена в тайна | Religion not stated | 5026        | 6,56%  |
| общо             |                     | 76 559      |        |